# Ну ти й недоумок
Ну ти й недоумок (англ. You Stupid Man) — американський художньо-біографічний фільм 2002 року.

## Сюжет
Коли, нарешті, головний герой розлучається зі своєю колишньою подружкою, що їде у Лос-Анджелес і стає телевізійною зіркою, він зустрічає дівчину своєї мрії й закохується, але… шоу колишньої подружки скасовано, і вона збирається повернути свого коханого…

## У ролях
- Мілла Йовович
- Девід Крамхолц
- Вільям Болдуін
- Деніз Річардс
- Ден Монтгомері
- Джессіка Коффіл
- Ленді Кеннон